# Université de l'Alaska
L'université de l'Alaska a été fondée à Fairbanks, dans l'État américain de l'Alaska, en 1917. Elle se compose de trois grandes universités publiques, elles-mêmes subdivisées en plusieurs campus :
- l'université de l'Alaska à Fairbanks,
- l'université de l'Alaska à Anchorage,
- et l'université de l'Alaska du Sud-Est (située à Juneau).

Environ 35 000 étudiants suivent ses cours.